# Mordellistena carinatipennis
Mordellistena carinatipennis es una especie de coleóptero de la familia Mordellidae.

## Distribución geográfica
Habita en Colombia.